# Amerykanin (film)
Amerykanin (ang. The American) – amerykański thriller z 2010 roku w reżyserii Antona Corbijna, zrealizowany na podstawie powieści Martina Bootha.

## Obsada
- George Clooney jako Jack
- Violante Placido jako Clara
- Filippo Timi jako Fabio
- Samuli Vauramo jako Młody Szwed
- Thekla Reuten jako Mathilde
- Bruce Altman jako Larry
- Paolo Bonacelli jako ojciec Benedetto
- Irina Björklund jako Ingrid
- Jeffrey Feingold jako włoski agent

## Fabuła
Jack (George Clooney) jest płatnym zabójcą, najlepszym w swoim fachu. Gdy podczas jednego ze zleceń ginie jego kochanka, postanawia definitywnie wycofać się z zawodu. Ostatnia misja Jacka rozegra się w malowniczym włoskim miasteczku. Ostrożny w kontaktach z ludźmi, będąc pod wpływem urokliwego miejsca, w którym przyszło mu wykonać niebezpieczne zadanie, z czasem zaprzyjaźnia się z ojcem Benedetto (Paolo Bonacelli), jak również wdaje się w  romans z Clarą (Violante Placido). Wszystko to mocno skomplikuje jego pracę.